# Каратал (Маканчинский район)
Каратал (каз. Қаратал) — село в Маканчинском районе Абайской области Казахстана. Административный центр Каратальского сельского округа. Код КАТО — 636469100.

## Население
В 1999 году население села составляло 1448 человек (704 мужчины и 744 женщины). По данным переписи 2009 года, в селе проживало 957 человек (470 мужчин и 487 женщин).